# Rukometni klub Prvo plinarsko društvo Zagreb
Il Rukometni Klub Prvo plinarsko društvo Zagreb, o anche RK PPD Zagreb, è una squadra di pallamano maschile con sede a Zagabria.

## Palmarès

### Titoli nazionali
- Campionato jugoslavo: 6
  - 1956-57, 1961-62, 1962-63, 1964-65, 1988-89, 1990-91.
- Coppa di Jugoslavia: 2
  - 1961-62, 1990-91.
- Campionato croato di pallamano maschile: 30
  - 1992, 1993, 1994, 1995, 1996, 1997, 1998, 1999, 2000, 2001, 2002, 2003, 2004, 2005, 2006, 2007, 2008, 2009, 2010, 2011, 2012, 2013, 2014, 2015, 2016, 2017, 2018, 2019, 2021, 2022, 2023
- Coppa di Croazia: 29
  - 1992, 1993, 1994, 1995, 1996, 1997, 1998, 1999, 2000, 2003, 2004, 2005, 2006, 2007, 2008, 2009, 2010, 2011, 2012, 2013, 2014, 2015, 2016, 2017, 2018, 2019, 2021, 2022, 2023

### Titoli internazionali
- Coppa dei Campioni: 2
  - 1991-92, 1992-93.

- SEHA League: 1
  - 2013

## Rosa 2025-2026
| N° | Naz.                            | Ruolo | Sportivo             | Anno |  |  |
| -- | ------------------------------- | ----- | -------------------- | ---- |  |  |
| 7  | Polonia (bandiera)              | PV    | Patryk Walczak       | 1992 |  |  |
| 8  | Bosnia ed Erzegovina (bandiera) | PV    | Adin Faljić          | 2000 |  |  |
| 9  | Croazia (bandiera)              | T     | Luka Lovre Klarica   | 2001 |  |  |
| 10 | Croazia (bandiera)              | T     | Jakov Gojun          | 1986 |  |  |
| 11 | Georgia (bandiera)              | T     | Giorgi Tskhovrebadze | 2001 |  |  |
| 12 | Bosnia ed Erzegovina (bandiera) | P     | Ante Grbavac         | 1998 |  |  |
| 13 | Croazia (bandiera)              | A     | Davor Ćavar          | 1995 |  |  |
| 18 | Croazia (bandiera)              | T     | Igor Karačić         | 1988 |  |  |
| 19 | Serbia (bandiera)               | A     | Mateja Dodić         | 2003 |  |  |
| 20 | Ungheria (bandiera)             | PV    | Petar Topic          | 1991 |  |  |
| 21 | Croazia (bandiera)              | T     | Davor Gavrić         | 2000 |  |  |
| 23 | Croazia (bandiera)              | T     | Ivano Pavlović       | 2003 |  |  |
| 25 | Croazia (bandiera)              | P     | Matej Mandić         | 2002 |  |  |
| 37 | Polonia (bandiera)              | T     | Damian Przytuła      | 1998 |  |  |
| 44 | Bielorussia (bandiera)          | T     | Ihar Belyavski       | 2002 |  |  |
| 47 | Slovenia (bandiera)             | T     | Aleks Kavčič         | 1996 |  |  |
| 71 | Croazia (bandiera)              | A     | Filip Glavaš         | 1997 |  |  |
| 76 | Croazia (bandiera)              | P     | Toni Matošević       | 2004 |  |  |
| 77 | Croazia (bandiera)              | PV    | Roko Trivković       | 1998 |  |  |
| 78 | Bielorussia (bandiera)          | A     | Stanislav Sadovsky   | 2002 |  |  |
| 81 | Serbia (bandiera)               | A     | Aleksa Tufegdžić     | 2001 |  |  |